# Rustan's
Rustan's is een Filippijnse keten van luxe warenhuizen die eigendom is van de Rustan Group of Companies (RGOC). Rustan's Department Store is het vlaggenschipmerk van de Rustan Group of Companies en heeft vijf grote filialen, drie boetieks en een online winkel rustans.com. Rustan's Department Store wordt beschouwd als de meest prestigieuze retailer van de Filippijnen, met veel van 's werelds meest bekende luxe of luxe merken, waaronder Cartier, Mikimoto, Tiffany, Ermenegildo Zegna, Nina Ricci, Alfred Dunhill, Sonia Rykiel en Estee Lauder. Rustan's was de eerste Filippijnse winkelketen die een klantenloyaliteitsprogramma introduceerde, "Frequent Shoppers Plus" en een huwelijksservice aanbood.
Onder de naam Rustan's werd ook een supermarktketen geëxploiteerd, Rustan's Supermarkets, van 1970-2020. De supermarktketen werd in 1970 opgericht door de Rustan Group, die eigenaar bleef tot 2017.

## Geschiedenis
Rustan's Department Store werd in 1952 opgericht door de echtgenoten, Bienvenido Tantoco Sr. en Gliceria Rustia Tantoco. Rustan's is een samentrekking van de respectievelijke familienamen van het paar. Na een reis van het paar naar Europa, begon Rustan's Department Store als een partij goederen die te koop werden aangeboden in de woonkamer van het paar. Uiteindelijk breidden de Tantocos het bedrijf uit tot een kleine cadeauwinkel in San Marcelino, Manilla. In het volgende decennium groeide het uit tot een volwaardig warenhuis.
In de jaren 1960 introduceerde Rustan's met succes verschillende internationale en haute-couturemerken voor de eerste keer in de Filippijnen, waaronder Yves Saint Laurent en Christian Dior. In 1970 werd de flagshipstore in Makati geopend en het gebouw werd decennialang bekend om zijn blauwe tegelwerk aan de buitenkant en werd soms de 'juwelendoos' genoemd. Meer merken volgden, waaronder Lacoste, Lanvin, Gucci en anderen.
Om deze groei mogelijk te maken werd in 1964 de Rustan Marketing Corporation opgericht om merken in de winkel te introduceren en ook om de landelijke distributie van bekende merken op zich te nemen. Anno 2022 is het assortiment uitgebreid met merken op het gebied van schoonheids- en persoonlijke verzorging, kleding, horloges, bagage, schoenen, accessoires, woon- en lifestyleproducten.
In 1973 opende Rustan's een tweede grote winkel in Cubao en in 1981 een derde in Cebu. In de jaren negentig breidde Rustan's uit met een grote winkel in het luxe Shangri-la Plaza in Mandaluyong en een filiaal in Ayala Alabang.
Tijdens de groei van het bedrijf werden de zes kinderen van het echtpaar Tantoco bij de dagelijkse gang van zaken betrokken, waarmee de familie zijn reputatie in de detailhandel bestendigde. In 1987 begon Stores Specialists Inc met activiteiten om zich te concentreren op de Filipijnse franchises voor veel van 's werelds topmerken. Het merkenportfolio bestaat uit meer dan 100 merken en meer dan 600 winkels; merken zijn onder meer Marks & Spencer, TWG Tea, The Gap, Old Navy, Banana Republic, Zara, Tory Burch en Calvin Klein. SSI is een beursgenoteerd bedrijf op de Philippine Stock Exchange.
Andere grote bedrijven binnen de Rustan Group of Companies (RGOC) zijn Rustan Coffee, een van de eerste exploitanten van Starbucks buiten de Verenigde Staten, Royal Duty Free Stores, ADORA - een luxe boetiekwarenhuis, Sta. Elena Golf Course & Estate, en de Rustia-Tantoco Foundation.
De zes kinderen van het Tantoco-echtpaar zijn in de loop der jaren betrokken geweest bij verschillende aspecten van het bedrijf. Anno 2021 is de oudste dochter Zenaida R. Tantoco voorzitter van de raad van bestuur en de oudste kleinzoon Bienvenido V. Tantoco III de CEO van het bedrijf. 